# Enfant prodige
Pour les articles homonymes, voir Prodige.
Ne doit pas être confondu avec enfant prodigue.
 (novembre 2018).
Si vous disposez d'ouvrages ou d'articles de référence ou si vous connaissez des sites web de qualité traitant du thème abordé ici, merci de compléter l'article en donnant les références utiles à sa vérifiabilité et en les liant à la section « Notes et références ».

Mozart a commencé à composer à l'âge de cinq ans.

Un enfant prodige est un enfant qui, à un âge précoce, domine un ou plusieurs domaines scientifiques ou artistiques qui ne sont ordinairement maîtrisés que par des adultes. Les domaines habituels des enfants prodiges comprennent les mathématiques, les échecs, la littérature, les arts visuels et la musique.
En allemand, en roumain et en anglais, on utilise parfois le terme « wunderkind » (wunder, miracle et kind, enfant) comme synonyme d'enfant prodige, bien que son utilisation soit déconseillée dans la littérature scientifique. Wunderkind est aussi utilisé plus généralement pour des adultes qui atteignent le succès et la renommée au début de leur carrière.
Au XVIIe et au XVIIIe siècle, l'enfant prodige, qui appartient habituellement à un milieu favorisé où il a pu développer ses talents dans un environnement favorable, est facilement accepté et reconnu, et parfois fêté, par la société. Adrien Baillet écrit en 1688 Des enfants devenus célèbres par leurs études ou leurs écrits. À partir de la fin du XVIIIe siècle, on se méfie davantage d'une précocité qui ne respecte pas le temps de l'enfance.

## La nature de la douance des enfants
La psychologie n'a pas encore développé d'idée générale sur la nature de la douance, il n'y a que deux options principales pour expliquer sa nature:
- La première option part du principe que chaque personne est douée à sa manière. Cette approche reflète les tendances humanistes de la science et constitue la base idéologique de l'éducation universelle et du droit de chaque enfant à développer ses capacités[3]. Cette variante de l'explication de la cause de la douance brouille la spécificité du concept de "douance". L'accent est mis sur la recherche de la "clé" des capacités de l'enfant et des méthodes pour les développer[4].

- La seconde option suppose que le don des enfants est un don "d'en haut" dont seuls quelques privilégiés sont dotés. Cette option prend en compte le problème réel de l'identification des enfants doués, mais remet en question la possibilité d'un développement ultérieur de la douance[5]. Les enfants doués devraient alors être considérés comme la future élite intellectuelle et créative dont dépend le développement de toute l'humanité[6]. Il est nécessaire de mener une large discussion sur les questions liées à l'identification et au développement des enfants surdoués, avec la possibilité d'établir des prévisions compétentes et des méthodes efficaces d'interaction avec ces enfants[7],[8].

Si un enfant commence à parler avant ses pairs, utilise des mots complexes ou suit facilement les instructions, cela peut être le signe de capacités cognitives avancées.
Certains chercheurs estiment que les talents exceptionnels résultent généralement du talent inné de l'enfant et de l'investissement énergétique et émotionnel qu'il fournit. D'autres pensent que l'environnement joue un rôle prépondérant.
Par exemple, Laszlo Polgar a décidé d'élever ses enfants pour qu'ils deviennent des joueurs d'échecs ; ses trois filles sont devenues des joueuses de classe mondiale (dont deux sont des grands maîtres), ce qui souligne le pouvoir potentiel de l'environnement d'un enfant dans la détermination des aspirations vers lesquelles l'énergie de l'enfant sera dirigée, et montre qu'un nombre incroyable de compétences peuvent être développées grâce à une formation appropriée.

## Quelques exemples

### Aux échecs

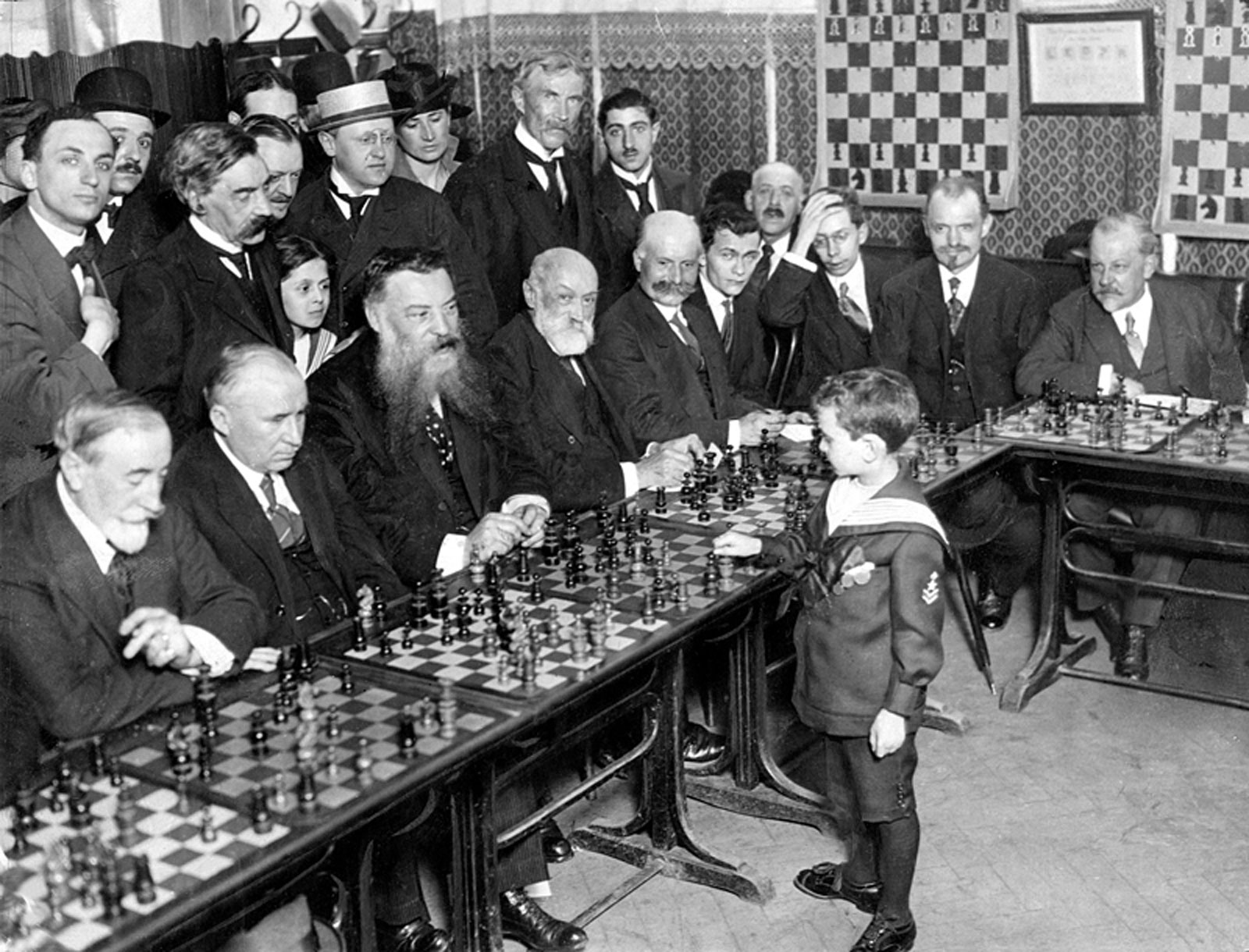
Samuel Reshevsky donnant à 8 ans une simultanée du jeu d'échecs en France (1920).

- José Raúl Capablanca
- Magnus Carlsen
- Bobby Fischer
- Sergueï Kariakine
- Garry Kasparov
- Paul Morphy
- Judit Polgár
- Samuel Reshevsky
- Nigel Short

### Au jeu de go
De nombreux joueurs professionnels de go ont obtenu leur titre très jeunes. C'est par exemple le cas en Corée du Sud de Lee Chang-ho (11 ans), de Gu Li en Chine (12 ans) ou plus récemment au Japon de Sumire Nakamura (10 ans).

### En littérature
par ordre alphabétique du nom de famille
- Daisy Ashford
- François-Thomas-Marie de Baculard d'Arnaud
- Jean-Philippe Baratier
- Boris Bergmann
- Carmen Bramly
- William Cullen Bryant
- Cécile Coulon
- Marien Defalvard
- Minou Drouet
- Barbara Newhall Follett
- Ariane Fornia
- Anne Frank
- Victor Hugo
- Alfred Jarry
- Émile Nelligan
- Raymond Radiguet
- Hildegart Rodríguez Carballeira
- Arthur Rimbaud
- Françoise Sagan
- Sabine Sicaud
- Sacha Sperling
- Myriam Thibault
- Voltaire

### En musique

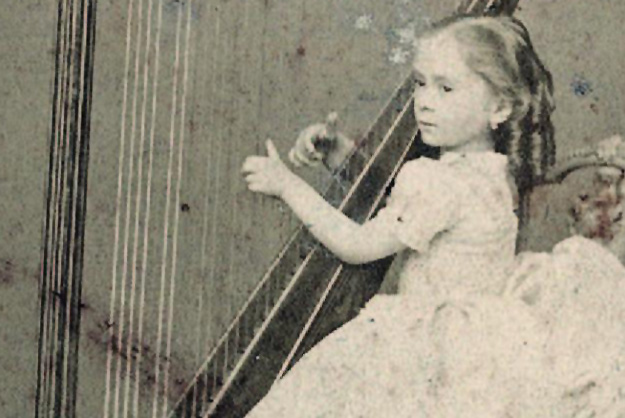
La musicienne Clotilde Cerdà i Bosch, à l'âge de six ans.

par ordre alphabétique du nom de famille
- Charles-Valentin Alkan
- Pepito Arriola
- Clotilde Cerdà i Bosch
- Jason Becker
- Samuel Barber
- Emily Bear
- Ludwig van Beethoven
- Vincenzo Bellini
- Roberto Benzi
- Lola Bobesco
- Lili Boulanger
- Frédéric Chopin
- Jean-François Dandrieu
- Louis-Claude Daquin
- Alma Deutscher
- Christopher Falzone
- Ruggiero Ricci
- Carl Filtsch (en)
- Michael Jackson
- Elisabeth Jacquet de la Guerre
- Richard D. James
- Joselito
- Jascha Heifetz
- David Helfgott
- Joseph Joachim
- Franz Liszt
- Lorin Maazel
- André Mathieu
- Felix Mendelssohn
- Fanny Mendelssohn
- Gian Carlo Menotti
- Yehudi Menuhin
- Wolfgang Amadeus Mozart
- Maria Anna Mozart
- Serguei Prokofiev
- Franz Schubert
- Niccolò Paganini
- Camille Saint-Saëns
- Clara Schumann
- Joey Alexander Sila
- Nejiko Suwa
- Grace VanderWaal
- David Werdyger
- Clara Wieck (Clara Schumann)

### Dans les arts visuels
par ordre alphabétique du nom de famille
- Salvador Dalí, peintre.
- Alexandra Nechita, peintre.
- Pablo Picasso, peintre.
- Rosa Bonheur, peintre.

### En sciences et techniques
par ordre alphabétique du nom de famille
- Maria Gaetana Agnesi (1718 - 1799), mathématicienne.
- Jean-Philippe Baratier (1721 — 1740), philologue, mathématicien, astronome, géographe.
- Jacob Barnett (1998 - ), mathématicien, astrophysicien.
- Paul Broca (1824 - 1880), médecin.
- Sitara Brooj Akbar (en)  (2000 - ), étudiante.
- Alexis Clairaut (1713 - 1765), mathématicien.
- Cao Chong (196 - 208), Prince héritier, physicien.
- Paul Dirac (1902 - 1984), physicien.
- Charles Fefferman (1945 - ), mathématicien.
- Francis Galton (1822-1911), anthropologue, explorateur, géographe, inventeur, météorologue, écrivain, proto-généticien, psychométricien et statisticien britannique.
- Carl Friedrich Gauss (1777 - 1855), mathématicien.
- Christian Friedrich Heinecken (1721 - 1725), enfant prodige (fictif ?).
- Arfa Karim (1995 - 2012), informaticienne.
- Kim Ung-yong (1963 - ), scientifique.
- Ettore Majorana (1906 - 1959), physicien.
- Blaise Pascal (1623 - 1662), mathématicien, physicien, inventeur, philosophe et théologien.
- Wolfgang Ernst Pauli (1900 - 1958), physicien.
- Claude-Antoine Peccot (1856 - 1876), mathématicien, musicien.
- William James Sidis (1898 - 1944), mathématicien, anthropologue, historien, linguiste, inventeur, écrivain, médecin, psychologue, avocat, militant pour la paix.
- Terence Tao (1975 - ), mathématicien.
- Norbert Wiener (1894 - 1964), mathématicien.
- Sho Yano (1990 - ), médecin, physicien, biologiste.